# Bimota YB3
La Bimota YB3 è una motocicletta da competizione prodotta a cavallo tra la fine degli anni settanta e i primi anni ottanta dalla casa motociclistica riminese Bimota in meno di venti esemplari. Il nome, come da nomenclatura standard della casa, sta ad indicare che questo è cronologicamente il terzo modello dotato di propulsore Yamaha.

## Storia
Durante gli anni settanta la Bimota era una delle tante piccole aziende specializzate nella fabbricazione di componenti per moto da competizione e i suoi prodotti più ricercati erano i telai, tanto che molti piloti utilizzavano quelli prodotti dalla Bimota anche sulle moto dei team ufficiali che disputavano il Motomondiale quando ritenevano che il prodotto della casa riminese fosse migliore di quello fornito loro dalla casa madre. Emblematico il caso del venezuelano Johnny Cecotto, che conquistò il titolo mondiale del 1975 utilizzando nella seconda metà del campionato il telaio Bimota YB1 invece di quello originale della sua Yamaha TZ 350, avvenimento che ovviamente non venne sottolineato dal suo sponsor, l'importatore venezuelano della Yamaha.

## Tecnica
Evoluzione delle precedenti Bimota YB1 e YB2, era costruita intorno ad un leggerissimo telaio a doppia culla in acciaio al cromo-molibdeno del peso di soli 6 kg, dotato di un sistema di pressurizzazione all'azoto che permetteva di rilevare rapidamente la presenza di eventuali cricche leggendo il manometro applicatovi. Questo telaio, insieme alla migliore componentistica presente sul mercato (ruote in magnesio della Campagnolo, freni Brembo, forcella Marzocchi) permetteva alla moto di avere un peso a secco di soli 98 kg.
Il motore, proveniente dalla Yamaha TZ 350, aveva una cilindrata di 347 cm³ (Alesaggio 64 x Corsa 54 mm). Fu elaborato da Giotto Bizzarrini fino ad erogare 80 CV a 10.000 giri/min. Alcuni esemplari furono dotati del motore della Yamaha TZ 250 per gareggiare in classe 250.

## Carriera agonistica

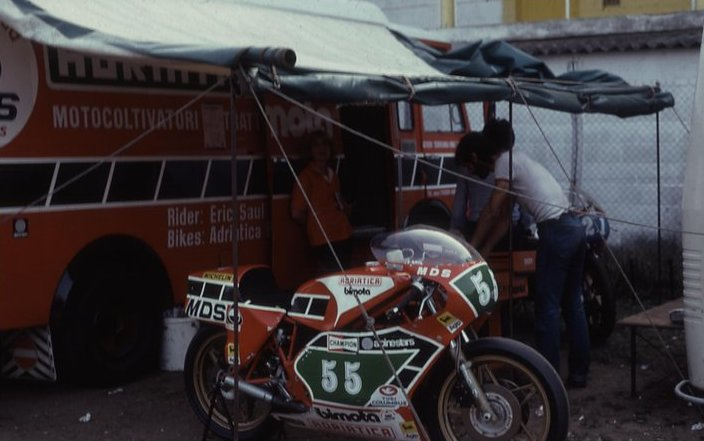
La YB3 di Éric Saul nel 1979

Con la YB3 il Sudafricano Jon Ekerold conquistò il titolo della classe 350 del motomondiale 1980, vincendo 5 delle appena 6 gare disputatesi, sconfiggendo la concorrenza della Kawasaki KR 350 ufficiale del tedesco Anton Mang gestita dalla Krauser.